# Суботовський Григорій Степанович
Суботовський Григорій Степанович (1894*?  — † 1963?) — сотник Армії УНР
Член повстанчого комітету в селі Зазим'я Броварського району Київщини. Один з керівників антибільшовицького повстання в Зазим'ї в травні 1920 року.
Григорій Суботовський з групою повстанців, після придушення повстання, відступив разом з польською армією на Захід. В районі Львова він отримав з дому звістку про амністію учасникам зазимського повстання і почав підбурювати односельців повернутися в село. Там його чекала дружина з малим сином. За це його мали стратити як дезертира. Під час конвоювання йому вдалось втекти, і незабаром він сам прийшов в ЧК, назвавшись рядовим повстанцем, але був впізнаний зрадником, і його чекала страта. Григорій Степанович, маючи сміливу вдачу, вирішив спробувати і тут обійти смерть. Його дружині вдалось обманути тюремного наглядача і передати йому в камеру наган. Повстанець готувався до останнього бою, але доля і тут виявилась до нього прихильною: розстріл йому замінили таборами і висилкою до Хабаровського краю.
Після нападу німецької армії на території тодішньої СРСР, Григорій Степанович тікає із місця заслання і пробирається на Кубань і після визволення рідного села повертається додому. Тут він був мобілізований до Червоної армії і воював до кінця війни. Кузьма Щиголь переховувався за Десною, а після амністії повернувся в село. Обирався неодноразово депутатом сільської ради.